# Гетманов Віктор Павлович
Віктор Павлович Гетманов (рос. Виктор Павлович Гетманов, нар. 5 березня 1940, Леселідзе — пом. 23 квітня 1995, Ростов-на-Дону) — радянський футболіст, що грав на позиції захисника. Майстер спорту СРСР (1963).
Виступав за клуби «Торпедо» (Таганрог) та СКА (Ростов-на-Дону), а також національну збірну СРСР, у складі якої став півфіналістом чемпіонату світу 1966 року.

## Клубна кар'єра
Народився 5 березня 1940 року у Леселідзе. Дитинство і юність провів там само в Абхазії. Після закінчення школи поїхав до Новочеркаська, де вступив у місцевий інститут і успішно його закінчив.
Вихованець новочеркаської клубної команди «Буревісник». З раннього віку спеціалізацією Віктора стала гра на правому фланзі і в центрі оборони.
У 1961—1962 (по липень) виступав за «Торпедо» (Таганрог). Футболіста помітив тренер СКА (Ростов-на-Дону) Віктор Маслов і взяв його до себе в команду.
З серпня 1962 — у складі футбольного клубу СКА (Ростов-на-Дону), був капітаном команди у 1968 році.
У липні 1969 залишив команду, але з початку 1970 по серпень 1972 знову грав у ростовському СКА. У вищій лізі чемпіонату СРСР провів 231 матч, м'ячів не забивав.
Закінчивши з футболом, працював технологом у газовій галузі.
Помер 23 квітня 1995 року на 56-му році життя у місті Ростов-на-Дону. У Ростовській області, починаючи з 2002 року, щорічно проводиться зимова першість області, що носить ім'я футболіста — «Кубок Гетманова».

## Виступи за збірну
1965 року дебютував в офіційних матчах у складі національної збірної СРСР.
У складі збірної був учасником чемпіонату світу 1966 року в Англії, де зіграв одну гру проти збірної Чилі.
Протягом кар'єри у національній команді, яка тривала усього 2 роки, провів у формі головної команди країни 7 матчів.

## Досягнення
У збірній
- Учасник чемпіонату світу 1966 року (4-е місце)

У клубі
- Срібний призер чемпіонату СРСР: 1966
- Фіналіст Кубку СРСР: 1969, 1971

Особисті
- У списках 33 кращих футболістів сезону в СРСР (2): № 2 — 1966; № 3 — 1965

## Особисте життя
Був одружений (дружина, за визнанням Віктора Понєдєльніка, повісилася). Виростив дочку Еллу. За визнанням дочки, маму відвезли в пологовий будинок прямо з футбольного стадіону, куди вона прийшла на гру ростовського СКА.

## Характеристика
Як гравця Гетманова виділяло вміння бути чіпким в єдиноборствах, грамотно діяв позиційно. Вміло підключався до атак, був автором багатьох гольових передач з флангу на головного бомбардира команди 1960-х років — Олега Копаєва.